# National Book Critics Circle Award
De National Book Critics Circle Award is een jaarlijkse Amerikaanse literaire prijs voor Engelstalige boeken, uitgereikt door de National Book Critics Circle (NBCC).

## Prijzen
De belangrijkste prijzen zijn: fictie, non-fictie, poëzie, memoires/autobiografie, biografie en kritiek (criticism). Alleen nieuw verschenen boeken komen in aanmerking, herdrukken en pocket-uitgaven niet. Ook vertalingen, korte verhalen en essay-bundels zijn kanshebbers. De NBCC-leden verkiezen 24 personen om de boeken te nomineren en te jureren.

## Fictie
- 2022 Ling Ma, Bliss Montage
- 2021 Honorée Fanonne Jeffers, The Love Songs of W.E.B. Du Bois
- 2020 Maggie O'Farrell, Hamnet
- 2019 Edwidge Danticat, Everything Inside
- 2018 Anna Burns, Milkman
- 2017 Joan Silber, Improvement
- 2016 Louise Erdrich, LaRose
- 2015 Paul Beatty, The Sellout
- 2014 Marilynne Robinson, Lila
- 2013 Chimamanda Ngozi Adichie, Americanah
- 2012 Ben Fountain, Billy Lynn's Long Halftime Walk
- 2011 Edith Pearlman, Binocular Vision: New and Selected Stories
- 2010 Jennifer Egan, A Visit from the Goon Squad
- 2009 Hilary Mantel, Wolf Hall
- 2008 Roberto Bolaño, 2666
- 2007 Junot Díaz The Brief Wondrous Life of Oscar Wao
- 2006 Kiran Desai The Inheritance of Loss
- 2005 E.L. Doctorow The March
- 2004 Marilynne Robinson Gilead
- 2003 Edward P. Jones The Known World
- 2002 Ian McEwan Atonement
- 2001 W.G. Sebald Austerlitz
- 2000 Jim Crace Being Dead
- 1999 Jonathan Lethem Motherless Brooklyn
- 1998 Alice Munro The Love of a Good Woman
- 1997 Penelope Fitzgerald The Blue Flower
- 1996 Gina Berriault Women in Their Beds
- 1995 Stanley Elkin Mrs. Ted Bliss
- 1994 Carol Shields The Stone Diaries
- 1993 Ernest J. Gaines A Lesson Before Dying
- 1992 Cormac McCarthy All the Pretty Horses
- 1991 Jane Smiley A Thousand Acres
- 1990 John Updike Rabbit at Rest
- 1989 E.L. Doctorow Billy Bathgate
- 1988 Bharati Mukherjee The Middleman and Other Stories
- 1987 Philip Roth The Counterlife
- 1986 Reynolds Price Kate Vaiden
- 1985 Anne Tyler The Accidental Tourist
- 1984 Louise Erdrich Love Medicine
- 1983 William Kennedy Ironweed
- 1982 Stanley Elkin George Mills
- 1981 John Updike Rabbit Is Rich
- 1980 Shirley Hazzard The Transit Of Venus
- 1979 Thomas Flanagan The Year of the French
- 1978 John Cheever The Stories of John Cheever
- 1977 Toni Morrison Song of Solomon
- 1976 John Gardner October Light
- 1975 E.L. Doctorow Ragtime

## Non-fictie
- 2022 Isaac Butler, The Method: How the Twentieth Century Learned to Act
- 2021 Clint Smith, How the Word Is Passed: A Reckoning with the History of Slavery Across America
- 2020 Tom Zoellner, Island on Fire: The Revolt That Ended Slavery in the British Empire
- 2019 Patrick Radden Keefe, Say Nothing: The True Story of Murder and Memory in Northern Ireland
- 2018 Steve Coll, Directorate S: The C.I.A. and America’s Secret Wars in Afghanistan and Pakistan
- 2017 Frances FitzGerald, The Evangelicals: The Struggle to Shape America
- 2016 Matthew Desmond, Evicted: Poverty and Profit in the American City
- 2015 Sam Quinones, Dreamland: The True Story of America’s Opiate Epidemic
- 2014 David Brion Davis, The Problem of Slavery in the Age of Emancipation
- 2013 Sheri Fink, Five Days at Memorial: Life and Death in a Storm-Ravaged Hospital
- 2012 Andrew Solomon, Far from the Tree: Parents, Children, and the Search for Identity
- 2011 Maya Jasanoff, Liberty's Exiles: American Loyalists in the Revolutionary World
- 2010 Isabel Wilkerson, The Warmth of Other Suns: The Epic Story of America's Great Migration
- 2009 Richard Holmes, The Age of Wonder: How the Romantic Generation Discovered the Beauty and Terror of Science
- 2008 Dexter Filkins, The Forever War
- 2007 Harriet A. Washington Medical Apartheid: The Dark History of Medical Experimentation on Black Americans From Colonial Times to the Present
- 2006 Simon Schama Rough Crossings|Rough Crossings: Britain, the Slaves and the American Revolution
- 2005 Svetlana Aleksijevitsj Voices from Chernobyl: The Oral History of a Nuclear Disaster
- 2004 Diarmaid MacCulloch The Reformation: A History
- 2003 Paul Hendrickson Sons of Mississippi
- 2002 Samantha Power A Problem from Hell: America and the Age of Genocide
- 2001 Nicholson Baker Double Fold: Libraries and the Assault on Paper
- 2000 Ted Conover Newjack: Guarding Sing Sing
- 1999 Jonathan Weiner Time, Love, Memory: A Great Biologist and His Quest for the Origins of Behavior
- 1998 Philip Gourevitch We Wish to Inform You That Tomorrow We Will Be Killed With Our Families
- 1997 Anne Fadiman The Spirit Catches You and You Fall Down
- 1996 Jonathan Raban Bad Land: An American Romance
- 1995 Jonathan Harr A Civil Action
- 1994 Lynn H. Nicholas The Rape of Europa: The Fate of Europe's Treasures in the Third Reich and the Second World War
- 1993 Alan Lomax The Land Where the Blues Began
- 1992 Norman Maclean Young Men and Fire
- 1991 Susan Faludi Backlash: The Undeclared War Against American Women
- 1990 Shelby Steele The Content of Our Character: A New Vision of Race in America
- 1989 Michael Dorris The Broken Cord
- 1988 Taylor Branch Parting the Waters: America in the King Years, 1954-63,
- 1987 Richard Rhodes The Making of the Atomic Bomb
- 1986 John W. Dower War Without Mercy: Race and Power in the Pacific War
- 1985 J. Anthony Lukas Common Ground: A Turbulent Decade in the Lives of Three American Families
- 1984 Freeman Dyson Weapons and Hope
- 1983 Seymour M. Hersh The Price of Power: Kissinger in the Nixon White House
- 1982 Robert Caro The Path to Power: The Years of Lyndon Johnson. Vol I
- 1981 Stephen Jay Gould The Mismeasure of Man
- 1980 Ronald Steel Walter Lippmann and the American Century
- 1979 Telford Taylor Munich: The Price of Peace
- 1978 Maureen Howard Facts of Life
- 1977 Walter Jackson Bate Samuel Johnson
- 1976 Maxine Hong Kingston The Woman Warrior: Memoirs of a Girlhood among Ghosts
- 1975 R. W. B. Lewis Edith Wharton: A Biography

## Poëzie
- 2022 Cynthia Cruz, Hotel Oblivion
- 2021 Diane Seuss, Frank: Sonnets
- 2020 Francine J. Harris, Here Is The Sweet Hand
- 2019 Morgan Parker, Magical Negro
- 2018 Ada Limón, The Carrying
- 2017 Layli Long Soldier, Whereas
- 2016 Ishion Hutchinson, House of Lords and Commons
- 2015 Ross Gay, Catalogue of Unabashed Gratitude
- 2014 Claudia Rankine, Citizen: An American Lyric
- 2013 Frank Bidart, Metaphysical Dog
- 2012 D. A. Powell, Useless Landscape, or A Guide for Boys
- 2011 Laura Kasischke, Space, In Chains
- 2010 C.D. Wright, One With Others
- 2009 Rae Armantrout, Versed
- 2008 Juan Felipe Herrera, Half the World in Light en August Kleinzahler, Sleeping It Off in Rapid City
- 2007 Mary Jo Bang Elegy
- 2006 Troy Jollimore Tom Thomson in Purgatory
- 2005 Jack Gilbert Refusing Heaven
- 2004 Adrienne Rich The School Among the Ruins
- 2003 Susan Stewart Columbarium
- 2002 B.H. Fairchild Early Occult Memory Systems of the Lower Midwest
- 2001 Albert Goldbarth Saving Lives
- 2000 Judy Jordan Carolina Ghost Woods
- 1999 Ruth Stone Ordinary Words
- 1998 Marie Ponsot The Bird Catcher
- 1997 Charles Wright Black Zodiac
- 1996 Robert Hass Sun Under Wood
- 1995 William Matthews Time and Money
- 1994 Mark Rudman Rider
- 1993 Mark Doty My Alexandria
- 1992 Hayden Carruth Collected Shorter Poems 1946-1991
- 1991 Albert Goldbarth Heaven and Earth: A Cosmology
- 1990 Amy Gerstler Bitter Angel
- 1989 Rodney Jones Transparent Gestures
- 1988 Donald Hall That One Day
- 1987 C.K. Williams Flesh and Blood
- 1986 Edward Hirsch Wild Gratitude
- 1985 Louise Glück The Triumph of Achilles
- 1984 Sharon Olds The Dead and the Living
- 1983 James Merrill The Changing Light at Sandover
- 1982 Katha Pollitt Antarctic Traveler
- 1981 A.R. Ammons A Coast of Trees
- 1980 Frederick Seidel Sunrise
- 1979 Philip Levine Ashes: Poems New and Old and 7 Years From Somewhere
- 1978 L. E. Sissman Hello, Darkness: The Collected Poems of L. E. Sissman
- 1977 Robert Lowell Day by Day
- 1976 Elizabeth Bishop Geography III
- 1975 John Ashberry Self-Portrait in A Convex Mirror

## Memoires/autobiografie
- 2022 Hua Hsu, Stay True: A Memoir
- 2021 Jeremy Atherton Lin, Gay Bar: Why We Went Out
- 2020 Cathy Park Hong, Minor Feelings: An Asian American Reckoning
- 2019 Chanel Miller, Know My Name: A Memoir
- 2018 Nora Krug, Belonging: A German Reckons With History and Home
- 2017 Xiaolu Guo, Nine Continents: A Memoir In and Out of China
- 2016 Hope Jahren, Lab Girl
- 2015 Margo Jefferson, Negroland: A Memoir
- 2014 Roz Chast, Can’t We Talk About Something More Pleasant?
- 2013 Amy Wilentz, Farewell, Fred Voodoo: A Letter From Haiti
- 2012 Leanne Shapton, Swimming Studies
- 2011 Mira Bartók, The Memory Palace
- 2010 Darin Strauss, Half a Life
- 2009 Diana Athill, Somewhere Towards the End
- 2008 Ariel Sabar, My Father’s Paradise: A Son’s Search for His Jewish Past in Kurdish Iraq
- 2007 Edwidge Danticat Brother, I'm Dying
- 2006 Daniel Mendelsohn The Lost: A Search for Six of Six Million
- 2005 Francine du Plessix Gray Them: A Memoir of Parents

## Biografie
- 2022 Beverly Gage, G-Man: J. Edgar Hoover and the Making of the American Century
- 2021 Rebecca Donner, All the Frequent Troubles of Our Days: The True Story of the American Woman at the Heart of the German Resistance to Hitler
- 2020 Amy Stanley, Stranger in the Shogun's City: A Japanese Woman and Her World
- 2019 Josh Levin, The Queen: The Forgotten Life Behind an American Myth
- 2018 Christopher Bonanos, Flash: The Making of Weegee the Famous
- 2017 Caroline Fraser, Prairie Fires: The American Dreams of Laura Ingalls Wilder
- 2016 Ruth Franklin, Shirley Jackson: A Rather Haunted Life
- 2015 Charlotte Gordon, Romantic Outlaws: The Extraordinary Lives of Mary Wollstonecraft and Her Daughter Mary Shelley
- 2014 John Lahr, Tennessee Williams: Mad Pilgrimage of the Flesh
- 2013 Leo Damrosch, Jonathan Swift: His Life and His World
- 2012 Robert A. Caro, The Passage of Power: The Years of Lyndon Johnson
- 2011 John Lewis Gaddis, George F. Kennan: An American Life
- 2010 Sarah Bakewell, How To Live, Or A Life Of Montaigne
- 2009 Blake Bailey, Cheever: A Life
- 2008 Patrick French, The World is What it is: The Authorized Biography of V.S. Naipaul
- 2007 Tim Jeal Stanley: The Impossible Life of Africa's Greatest Explorer
- 2006 Julie Phillips James Tiptree, Jr.: The Double Life of Alice B. Sheldon
- 2005 Kai Bird and Martin J. Sherwin American Prometheus: The Triumph and Tragedy of J. Robert Oppenheimer
- 2004 Mark Stevens and Annalyn Swan De Kooning: An American Master
- 2003 William Taubman Khrushchev: The Man and His Era
- 2002 Janet Browne Charles Darwin: The Power of Place, Vol. II
- 2001 Adam Sisman Boswell's Presumptuous Task: The Making of the Life of Dr.Johnson
- 2000 Herbert P. Bix Hirohito and the Making of Modern Japan
- 1999 Henry Wiencek The Hairstons: An American Family in Black and White
- 1998 Sylvia Nasar A Beautiful Mind
- 1997 James Tobin Ernie Pyle's War: America's Eyewitness to World War II
- 1996 Frank McCourt Angela's Ashes
- 1995 Robert Polito Savage Art: A Biography of Jim Thompson
- 1994 Mikal Gilmore Shot in the Heart
- 1993 Edmund White Genet
- 1992 Carol Brightman Writing Dangerously: Mary McCarthy and Her World
- 1991 Philip Roth Patrimony: A True Story
- 1990 Robert A. Caro Means of Ascent: The Years of Lyndon Johnson, Vol. II
- 1989 Geoffrey C. Ward A First-Class Temperament: The Emergence of Franklin Roosevelt
- 1988 Richard Ellman Oscar Wilde
- 1987 Donald R. Howard Chaucer: His Life, His Works, His World
- 1986 Theodore Rosengarten Tombee: Portrait of a Cotton Planter
- 1985 Leon Edel Henry James: A Life
- 1984 Joseph Frank Dostoevsky: The Years of Ordeal, 1850-1859
- 1983 Joyce Johnson Minor Characters

## Kritiek (criticism)
- 2022 Timothy Bewes, Free Indirect: The Novel in a Postfictional Age
- 2021 Melissa Febos, Girlhood
- 2020 Nicole R. Fleetwood, Marking Time: Art in the Age of Mass Incarceration
- 2019 Saidiya Hartman, Wayward Lives, Beautiful Experiments: Intimate Stories of Social Upheaval
- 2018 Zadie Smith, Feel Free: Essays
- 2017 Carina Chocano, You Play the Girl: On Playboy Bunnies, Stepford Wives, Train Wrecks, & Other Mixed Messages
- 2016 Carol Anderson, White Rage: The Unspoken Truth of Our Racial Divide
- 2015 Maggie Nelson, The Argonauts
- 2014 Ellen Willis, The Essential Ellen Willis, edited by Nona Willis Aronowitz
- 2013 Franco Moretti, Distant Reading
- 2012 Marina Warner, Stranger Magic: Charmed States and the Arabian Nights
- 2011 Geoff Dyer, Otherwise Known as the Human Condition: Selected Essays and Reviews
- 2010 Clare Cavanagh, Lyric Poetry and Modern Politics: Russia, Poland, and the West
- 2009 Eula Biss, Notes from No Man’s Land: American Essays
- 2008 Seth Lerer, Children’s Literature: A Reader’s History
- 2007 Alex Ross The Rest Is Noise: Listening to the Twentieth Century
- 2006 Lawrence Weschler Everything That Rises: A Book of Convergences
- 2005 William Logan The Undiscovered Country: Poetry in the Age of Tin
- 2004 Patrick Neate Where You're At: Notes From the Frontline of a Hip-Hop Planet
- 2003 Rebecca Solnit River of Shadows: Eadweard Muybridge and the Technological Wild West
- 2002 William H. Gass Tests of Time
- 2001 Martin Amis The War Against Cliché: Essays and Reviews, 1971-2000
- 2000 Cynthia Ozick Quarrel & Quandary
- 1999 Jorge Luis Borges Selected Non-Fictions
- 1998 Gary Giddins Visions of Jazz: The First Century
- 1997 Mario Vargas Llosa Making Waves
- 1996 William H. Gass Finding a Form
- 1995 Robert Darnton The Forbidden Best-Sellers of Pre-Revolutionary France
- 1994 Gerald Early The Culture of Bruising: Essays on Prizefighting, Literature, and Modern American Culture
- 1993 John Dizikes Opera in America: A Cultural History
- 1992 Garry Wills Lincoln at Gettysburg: The Words That Remade America
- 1991 Lawrence L. Langer Holocaust Testimonies: The Ruins of Memory
- 1990 Arthur C. Danto Encounters and Reflections: Art in the Historical Present
- 1989 John Clive Not by Fact Alone: Essays on the Writing and Reading of History
- 1988 Clifford Geertz Works and Lives: The Anthropologist as Author
- 1987 Edwin Denby Dance Writings
- 1986 Joseph Brodsky Less Than One: Selected Essays
- 1985 William H. Gass Habitations of the Word: Essays
- 1984 Robert Hass Twentieth Century Pleasures: Prose on Poetry
- 1983 John Updike Hugging the Shore: Essays and Criticism
- 1982 Gore Vidal The Second American Revolution and Other Essays
- 1981 Virgil Thomson A Virgil Thomson Reader
- 1980 Helen Vendler Part of Nature, Part of Us: Modern American Poets
- 1979 Elaine Pagels The Gnostic Gospels
- 1978 Meyer Schapiro Modern Art: 19th and 20th Centuries (Selected Papers, Volume 2)
- 1977 Susan Sontag On Photography
- 1976 Bruno Bettelheim The Uses of Enchantment: The Meaning and Importance and Importance of Fairy Tales
- 1975 Paul Fussell The Great War and Modern Memory